# Gustaf Wattrang
Gustaf Wattrang, född 1660, död 1716, var en svensk amiral, son till Zakarias Wattrang.
Wattrang förde som viceamiral 1710 under stora nordiska kriget befälet över Nyenska eskadern om sju skepp och tre fregatter samt deltog som eskaderchef i följande års transportflotta till Pommern. Han utnämndes 1712 till amiral och anförde den undsättningsexpedition som vid jultid samma år avsändes dit, med som på grund av upprepade vinterstormar inte kom fram. Han kommenderade 1714 flottan i Finska viken med uppgift bland annat att hindra ryssarna att framtränga genom skärgårdsområdet vid Hangöudd, vilket dock misslyckades.